# Microterys vashlovanicus
Microterys vashlovanicus är en stekelart som beskrevs av Yasnosh 1972. Microterys vashlovanicus ingår i släktet Microterys och familjen sköldlussteklar.
Artens utbredningsområde är Turkmenistan. Inga underarter finns listade i Catalogue of Life.